# Regionarkivet i Östergötland

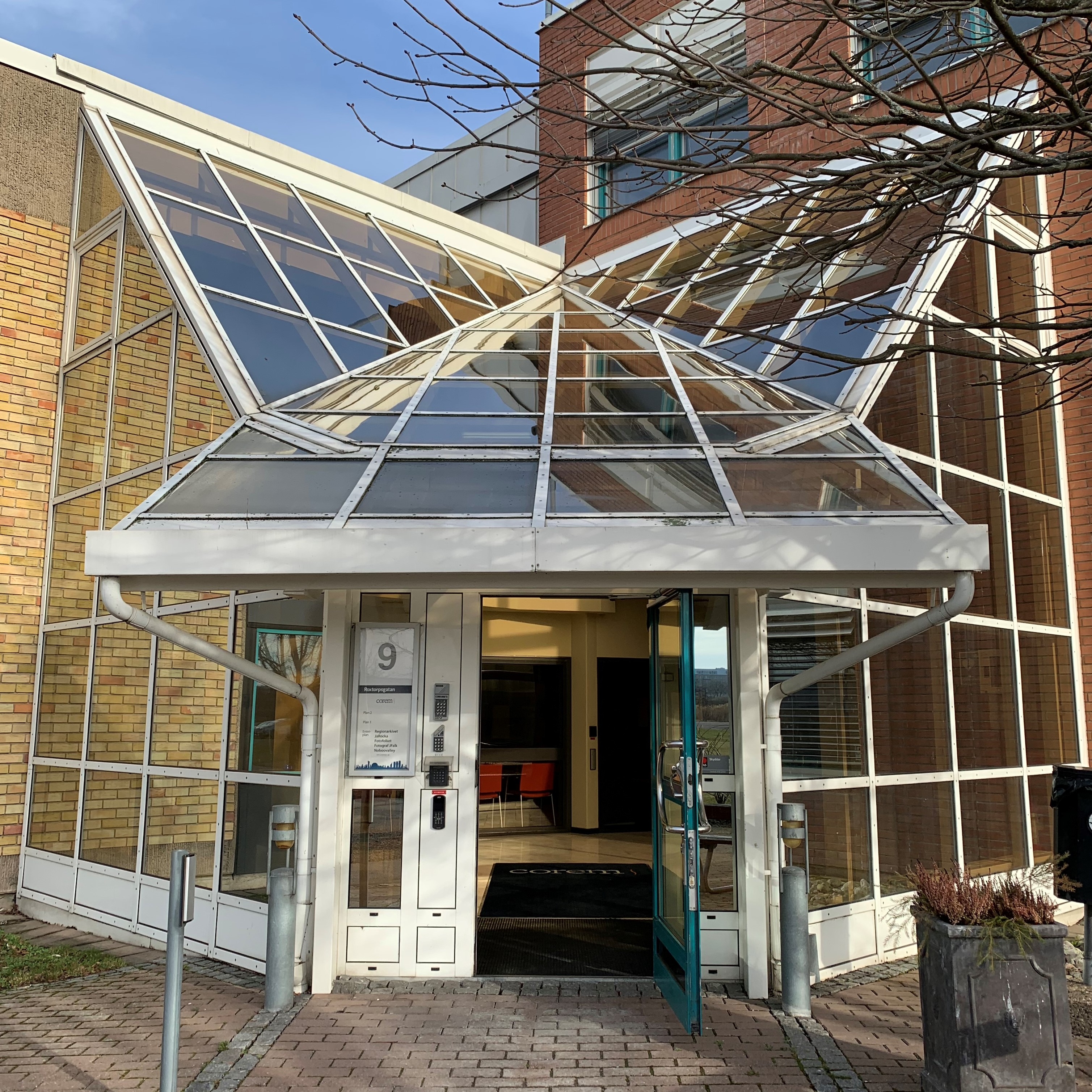

Regionarkivet i Östergötland förvaltar handlingar från 1700-talet och framåt vilka utgör en stor del av Östergötlands läns samlade vårdhistoria och kulturarv. De äldsta arkiven är från Länslasaretten i Vadstena och Linköping med handlingar från 1793. Regionarkivet har journaler för patienter från 1793 fram till i dag, över 200 år av östgötarnas hälsa. 
Som tidigare landsting och numera region har sjukvården varit huvuduppdraget vilket avspeglas i arkivbeståndet, men hos Regionarkivet i Östergötland finns även handlingar som rör andra nutida eller historiska ansvarsområden såsom arbetsförmedling, hemslöjd, skolor och folktandvård, för att nämna några. 
Vid sidan av de analoga pappershandlingarna, som uppnår till ungefär 30 000 hyllmeter, har Regionarkivet också ett växande digitalt arkiv då de patientjournaler och administrativa handlingar som produceras på 2000-talet främst är digitala.

## Historik
1863 bildas Landstinget i Östergötland och 1865 behövde landstinget förvar för sina handlingar och anslog om 200 kr till inköp av en järnkista och ett skåp till förvarande av sina handlingar. 1869 kan man läsa att förvaltningsutskottet beslutat att hyra ett rum för förvarande av landstingets handlingar och värdepapper. 1871 anslogs om att en arkivlokal skulle få hyras för 150 kr per år. 1906 beslöt man om att inrätta en arkivlokal. 
På 1930-talet fick landstinget använda lokaler i Linköpings stadshus, och man fick då nyttja två rum samt ett vindsutrymme som var lämpligt för arkiv i en flygel av stadshuset. 1977 efter beslut i Förvaltningsutskottet grundades Landstingsarkivet. 
Under våren 2013 flyttade Landstingsarkivet till nya lokaler i "Arkivhuset" i Tornby, Linköping. Landstinget i Östergötland bildar 2015 tillsammans med regionförbundet Östsam Region Östergötland. Regionarkivet i Östergötland blev det nya officiella namnet på Landstingsarkivet.

## Arkivbestånd
Här nedan är ett urval av arkiv som förvaltas av Regionarkivet:

Länslasarettet i Linköping sent 1800-tal

- Landstingets kanslis arkiv 1863-2003
- Lasarettet i Vadstena (även kurhus) 1793-1974
- Storängens - vårdhem, skolhem och arbetshem i Söderköping 1877-1993
- Birgittas sjukhus i Vadstena 1900-1972
- Kolmårdssanatoriet 1912-1978
- J.G. Westmans barnbördshus 1908-2008 (Kvinnokliniken Linköping)
- Storgårdsskolan i Rimforsa 1913-1991
- Gerstorps provisoriska barnhem för finska krigsbarn, Linköping 1942-1948
- Epidemisjukhuset i Motala 1915-1957
- Åtvidabergs sjukstuga 1891-1964
- Mo gård, Finspång 1964-1992